# Eucereon xanthodora
Eucereon xanthodora är en fjärilsart som beskrevs av Dyar 1910. Eucereon xanthodora ingår i släktet Eucereon och familjen björnspinnare. Inga underarter finns listade i Catalogue of Life.